# Gnomidolon amaurum
Gnomidolon amaurum är en skalbaggsart som beskrevs av Martins 1967. Gnomidolon amaurum ingår i släktet Gnomidolon och familjen långhorningar. Inga underarter finns listade i Catalogue of Life.